# Organisation de résistance de l'Armée
Pour les articles homonymes, voir ORA.
L'Organisation de résistance de l'Armée, l'O.R.A., est créée le 31 janvier 1943 à la suite de l'invasion allemande de la zone libre en novembre 1942, en tant qu'organisation apolitique regroupant d'anciens militaires français déterminés à résister de façon active contre l'occupant de la France mais rejetant initialement de Gaulle.
Fondée par le général Frère (président du tribunal qui condamne de Gaulle à mort par contumace en août 1940 et qui est arrêté par les Allemands en 1943, déporté et mort au Struthof le 13 juin 1944), elle est ensuite dirigée par le général Verneau (qui sera arrêté le 23 octobre 1943, et mourra en déportation à Buchenwald le 14 septembre 1944), puis par le général Revers, avec pour adjoint le général Brisac.
L’ORA se développe rapidement en zone Sud, grâce aux cadres et à l’armement camouflé par l’Armée d’armistice quand celui-ci n'a pas été remis aux Allemands. Elle reconnaît, à l'origine, le général Giraud comme son chef nominal. Elle fusionne en février 1944 avec l’Armée secrète (AS) et les FTP pour former les FFI, tout en conservant son autonomie.

## Histoire

### Les prémices de résistance de l’Armée: juillet 1940
Au lendemain de la défaite et de la signature de l’armistice, un certain nombre d’officiers de l’Armée française, réduite à un corps de 100 000 hommes en métropole, considèrent que tout n’est pas perdu. Les forces de l’empire colonial français sont intactes et la reconquête de la France avec l’appui des alliés reste possible.
Dès juillet 1940, certains services pensent à préparer la revanche.
C’est ainsi que le colonel Rivet, chef du 2e Bureau réunit ses collaborateurs et leur dit : « La mission continue sur l’Allemagne et l’Italie ». L’état-major, avant que les commissions d’armistice ne se missent en place, s’efforçait d’expédier en Afrique du Nord le plus possible d’armes et de matériel, et effectuait des études sur l’hypothèse d’un débarquement allié en France.
Le général Colson envoie une lettre personnelle manuscrite aux commandants des régions militaires les invitant à camoufler du matériel. Plus discrètement le commandant Émile Mollard crée un service clandestin de camouflage de matériel (CDM).
Le colonel du Vigier met sur pied les unités de réservistes destinés à être mobilisés sur place, et les groupes d'autodéfense (GAD) chargés de surveiller les mouvements des troupes allemandes en zone occupée.
Après le départ du colonel du Vigier pour l'Algérie, au début de 1942, les Groupes d'Autodéfense sont dirigés par le capitaine Pierre du Passage, avec le capitaine Pierre Lejeune et le commandant Guy Grout de Beaufort. Ces deux derniers rejoignent le général Giraud à Alger en novembre 1942, laissant le capitaine Pierre du Passage seul responsable des Groupes d'Autodéfense.
Au début de 1943, Pierre du Passage intègrera les Groupes d'Autodéfense à l'ORA.
Enfin le général Verneau envisage pour la première fois la tactique de la guérilla, en cas de rupture de l’armistice et d’invasion de la zone sud par les troupes d'occupation allemande, avec repli de l’Armée de l’armistice dans les zones montagneuses.
En 1940, le général Frère, futur chef de l'ORA, a présidé le tribunal militaire de Clermont-Ferrand, qui a condamné De Gaulle à mort. L'ORA se considère surtout comme « l'avant-garde de l'armée d'Afrique », aux ordres de son commandant en chef, le général Giraud. D'autre part, la plupart des informations reçues par De Gaulle dressent un tableau « nettement anti-gaulliste » de l'organisation, soupçonné de ne plus bénéficier des faveurs des anglais et des américains.

### L’Organisation de résistance de l’Armée: novembre 1942
Au lendemain de ce deuxième désastre qu'est pour l’Armée, l’invasion de la zone non occupée avec remise de ses armes, un groupe d’officiers animés par les généraux Verneau, Grandsard et Olleris, décide de créer une organisation militaire clandestine qui devient l’« Organisation de résistance de l’Armée » avec l’aval du général Frère.
Le général Giraud, avant de s’embarquer clandestinement pour l’Afrique du Nord, désigne Frère comme son représentant en France métropolitaine.
L’année 1943 est consacrée à la mise en place de l’Organisation de résistance de l’Armée dans les six régions définies par le mouvement Combat en zone sud. Cette tâche revient au colonel Pfister pour le sud-ouest et au colonel Zeller pour le sud-est.
En zone nord l’implantation de l’ORA est plus difficile. Le général Verneau dirige cette opération. Les implantations les plus importantes sont la Bretagne commandée par le colonel Masnou, l’Indre et l’Indre-et-Loire avec la brigade du colonel Chomel, la région du Cher où le colonel Bertrand regroupe les anciens de son régiment dissous le 1er RI, la Bourgogne sous les ordres du colonel Prat. À l’est, la région D, comprenant la Franche-Comté, le Jura et les Vosges, est dirigée par le colonel Maurin.
Dès mars 1943, l’ORA entre en rapport avec les autres mouvements de résistance, y compris le parti communiste, afin de coordonner les actions immédiates et futures. La reconnaissance en juin 1943 par l’ORA de la légitimité du CFLN à Alger et de l’autorité du général de Gaulle facilite ces négociations.
Suivant ses effectifs, l’ORA crée ses propres maquis ou groupes mobilisables ou fournit aux autres mouvements les officiers nécessaires à leur encadrement.
Cette mise en place ne se fait pas sans casse. En mars 1943, des arrestations massives frappent plus de 50 officiers. En juin, les services de l’Abwehr arrêtent les généraux Olleris, Gilliot et Frère. Ce dernier meurt au camp du Struthof. En juillet, c'est le tour du général Grandsard, puis le 23 septembre 1943, du général Verneau qui lui non plus ne reviendra pas de déportation. Il est remplacé à la tête de l’ORA par le général Revers.
Une organisation est mise en place qui s'appelle d'abord « S.R. Villars » puis « Réseau Eleuthère ». Ce dernier va couvrir, avant la fin 1943, l'ensemble du territoire national.

### Lutte ouverte - 6 juin 1944

#### Le débarquement
Le 5 juin, le haut commandement allié diffuse les messages donnant l’ordre d’appliquer tous les plans de destructions prévus et de déclencher la guérilla sur l’ensemble du territoire français.

#### La Normandie
La zone de débarquement, c'est-à-dire le Calvados et les quelques kilomètres carrés de la Manche, n’est pas propice aux maquis en raison de la forte concentration des forces allemandes et des bombardements intenses alliés.
C’est le plan Tortue, mis au point par le capitaine Grenier installé à La Ferté-Macé, qui sera appliqué par les équipes du colonel Perret. Elles retarderont de 48 heures l’arrivée sur le front de la Panzer division stationnée dans la région du Mans, retard qui contribuera au succès de l’opération Overlord. Un rapport du capitaine Fayard fait état de la destruction de huit ponts routiers, d’une centaine de véhicules, de sabotages de voies ferrées et de rupture de câbles téléphoniques dans les jours qui ont suivi le débarquement.

#### La Bretagne
En Bretagne, la Résistance, bien que non avertie de l’opération, apporte une aide précieuse aux parachutistes français du 4th SAS. Ceux-ci, dans le cadre des opérations Dingson et Samwest, doivent selon les plans alliés fixer les troupes allemandes stationnées en Bretagne, en y effectuant des sabotages et des escarmouches, afin de créer un deuxième front ou du moins d'en créer l'illusion, vu le faible nombre d'hommes disponibles.
Quatre « sticks » de parachutistes issus de la France libre, précurseurs des armées alliées, parachutés dans la nuit du 5 au 6 juin avant toutes les autres forces alliées, sont pris en charge par la Résistance qui dispose de plusieurs milliers d'hommes des FTP, de l'Armée secrète et de l'ORA.
Ils sont suivis par le largage de près de 400 autres SAS, qui avec les groupes de résistants effectuent de nombreuses actions de sabotages et embuscades. L’énorme supériorité allemande les contraint à évacuer leurs deux bases de commandement, Duault (Côtes-du-Nord), puis Saint-Marcel (Morbihan).
C’est au maquis de Saint-Marcel que le commandant Pierre-Louis Bourgoin est parachuté avec le reste de ses hommes ainsi que plusieurs tonnes de matériel, dont des Jeeps. Cette base comptera jusqu’à 3 500 hommes armés, l’ORA lui fournissant quatre bataillons. Ceux-ci participeront à sa défense et à son évacuation particulièrement difficile le 18 juin. Dispersées, les forces de la Résistance et les hommes de Bourgouin rallieront différents maquis, et poursuivront la lutte par une action généralisée à partir du 3 août jusqu’à la libération de la Bretagne. Trois bataillons ORA participeront d'ailleurs au siège de Lorient.

### La Libération

#### Le sud de la Loire
Au sud de la Loire, l’ORA, qui s’est développée là où stationnaient les unités de l’Armée d'armistice avant sa dissolution, effectue une série de sabotages (dynamitage de ponts, obstructions des routes, destructions de dépôts de carburants) afin de retarder la montée des renforts allemands vers le front de Normandie et de braquages destinés à financer la Résistance (le plus fructueux de toute la Libération, celui du train transportant vers Bordeaux occupée les fonds de la Banque de France jusque-là protégés à Périgueux, mené à Neuvic le 26 juillet en coordination avec l'Armée Secrète,, rapportera 2,280 milliards de francs de l'époque). Après le 15 août et le Débarquement de Provence, la réception de nombreux parachutages d’armes permet le déclenchement de la guérilla généralisée et notamment la constitution de deux unités importantes : la brigade Charles Martel, commandée par le colonel Chomel, forte de 2 300 hommes dans l’Indre, et le 1er RI reconstitué par le colonel Bertrand, disposant de 11 compagnies dans le Cher.
D’autre part dans le sud-ouest, après la libération de Toulouse, le 19 août, sous l’impulsion de Chevance-Bertin, les FFI des régions libérées (dont le Corps franc Pommiès) sont regroupés pour former une grande unité de combat : le Groupement mobile du Sud-Ouest composé de deux divisions :
- la division légère de Toulouse commandée par le colonel Redon de l’ORA,
- la division légère d’Auvergne commandée par le colonel Roger Fayard, lui aussi de l'ORA.

L’ensemble de ces forces participe à une importante opération qui aboutira à la reddition d’une colonne allemande forte de 20 000 hommes commandés par le général Elster. Partie de Bordeaux le 22 août, cette colonne, hétéroclite mais fortement armée, est harcelée dans la Vienne par les maquis de Georges Guingouin, puis dans l’Indre par la brigade Charles Martel du colonel Chomel. Ce dernier ayant établi une liaison radio avec les Américains grâce à une équipe Jedburgh obtient un appui de bombardements aériens obligeant Elster à ne faire mouvement que la nuit. Dans le Cher, la colonne se heurte au 1er RI renforcé par deux escadrons de Jeeps fournis par les SAS de Bourgouin, désormais colonel.
Les divisions Fayard et Redon se déploient sur une ligne Saincoins et le Bec de l’Allier. L’ensemble de ce dispositif FFI, bien qu'inférieur en nombre et armes, empêche Elster (dont les troupes s’échelonnent entre Cher et Loire) de franchir la Loire à Decize.
D’autre part une autre colonne allemande, forte de 5 000 hommes et commandée par le général Bauer, remonte vers Autun. Elle est attaquée par les FTP de Saône-et-Loire, puis par le corps franc Pommiès transporté par train (prouesse de Résistance-Fer) et par des éléments de la 1re DB (le 2e Dragon du colonel Demetz) chargés de s’emparer d’Autun. Le général Bauer se rend sans condition le 10 septembre au colonel Demetz qu’entourent les chefs FFI.
Le général Elster, privé de l’appui de Bauer, fait sa reddition le même jour au général Macon, commandant la 83e D.I. US, à Issoudun en présence du colonel Chomel. Le lendemain, le général Elster doit négocier à Arçay (Cher) avec le colonel Bertrand les conditions de ses mouvements pour se rendre aux Américains.
Dans la région R4 (sud-ouest), au reçu des messages de Londres, la mobilisation se fait dans l’enthousiasme. Aux points de ralliement, on assiste à une arrivée massive d’hommes que l’on ne peut tous armer. Les brigades de Pommiès montent plus de vingt embuscades et font face à de nombreux accrochages, les sabotages de voies ferrées et la destruction de pylônes se multiplient dans toute la région jusqu'à la fin juin. C’est davantage par manque d’armes et d’explosifs que Pommiès ordonne une démobilisation partielle et un repli sur des maquis hors de portée des garnisons allemandes.
Les Allemands par contre, surpris par le nombre des premières actions du corps franc réagissent avec force en constituant des détachements anti-guérilla aidés par la Milice de Darnand. Fin juillet, les parachutages d’armes permettent la reconstitution de nombreuses unités et la reprise des embuscades. Dès le débarquement allié du 15 août, en liaison avec les autres groupes de résistance (FTP, AS, CFL, VENY), le corps franc Pommiès va participer à la libération de nombreuses villes et interdire la frontière franco-espagnole aux unités allemandes qui chercheraient refuge en Espagne. Le 10 février 1945, après les dures batailles des Vosges et d’Alsace, le corps franc Pommiès devient le 49e Régiment d’infanterie rattaché à la 1re armée. Il participe à la campagne d’Allemagne et défilera à Berlin le 8 mai 1945.

#### Le Sud-Est
Dans la Région R2 Provence-Côte d’Azur, le capitaine Jacques Lécuyer ordonne dès l’annonce du débarquement en Normandie la mobilisation des maquis dans les zones montagneuses. De violents combats ont lieu dans la vallée de l'Ubaye, les gorges du Cians et de Daluis, le Haut Verdon et dans le Vaucluse. Dès la fin juillet, il règne dans toute la région alpine un climat d’insécurité totale pour les troupes allemandes. Le colonel Zeller, chef ORA pour les Alpes décide de se rendre à Alger voir le général de Gaulle pour lui exposer cette situation. Celui-ci dévoile à ce dernier que le débarquement en Provence est fixé au 15 août et que le plan prévoit une lente remontée par la vallée du Rhône pour atteindre Lyon à J+90. Aussi Zeller suggère une manœuvre audacieuse et rapide, à travers la zone alpine contrôlée par les maquis, avec un rabattement brusque le plus au nord possible pour couper la vallée du Rhône et atteindre Lyon à J+15 au maximum. De Gaulle approuve et demande à Zeller d’aller à Naples exposer ce plan au général Patch, commandant des forces de débarquement. Celui-ci lui dit qu’il ne peut modifier le plan initial mais qu’il décidera sur place de l’action à entreprendre. Dès le débarquement, Lecuyer, accompagné d’un important agent du S.O.E., le major Gun, se présente au PC du général Frederick dont la First Airborne Task Force venait d’être parachutée dans la région du Muy. Ils lui confirment que son flanc droit nord est protégé par la Résistance jusqu’au confluent du Var et de la Vésubie. Une mission similaire est effectuée par le major Gun et le lieutenant de Boisfleury auprès du général Dahlquist, commandant la 36e D.I. US pour lui confirmer que la route des Alpes est quasiment libre, contrôlée par les maquis. Le général Patch encore en mer décide alors d’envoyer une importante brigade motorisée commandée par le général Butler, qui arrive devant Lyon le 3 septembre soit plus de deux mois avant la date prévue.

#### L'Est
Dans l’est le colonel Maurin commande, outre la Franche-Comté, le Haut-Rhin et les Vosges. Ayant reçu peu d’armes, il décide de ne pas appliquer le Plan Rouge immédiatement, mais de consacrer tous ses efforts aux opérations de sabotages des voies de communication et de destructions de matériel. En juillet et août, les parachutages massifs d’armes permettent la constitution d’un important maquis sur le plateau de Lomont rassemblant plus de 3 000 hommes, et qui recevra un commando SAS de 82 parachutistes. Cette force effectue de nombreux coups de main contre de petites garnisons allemandes et fait face à deux importantes attaques avant de remettre cette position stratégique à la 1re armée.

## Bilan
Comme il a été indiqué, l’Organisation de résistance de l’Armée a participé aux combats de la Libération soit avec ses propres forces (corps franc Pommiès, brigade Charles Martel, 1er RI.), soit en fournissant des cadres aux maquis ou en participant au commandement des opérations (Vercors, Région R2, Division Légère d’Auvergne). Les exemples cités ne sont qu’un aperçu de l’action de l’ORA sur l’ensemble du territoire.
Par ailleurs, il faut souligner que l’ORA n’a pas été un mouvement comme le furent Combat, Libération, Franc-Tireur, le Front national et bien d’autres encore, avec leurs journaux, leurs préoccupations politiques et leurs unités combattantes, mais un ensemble militaire clandestin, organisé méthodiquement après novembre 1942 mais préparé dès juillet 1940 par certains chefs de l’Armée d'armistice. Si ceux-ci firent d'abord appel aux militaires qu’ils avaient connus dans le service, le recrutement fut très vite étendu aux résistants attirés par le caractère militaire des préoccupations de l’ORA. Ils lui apportèrent leur expérience de la lutte clandestine, et surent lui faire accepter un bouleversement de la hiérarchie.
L’Organisation de résistance de l’Armée paiera un lourd tribut dans cette guerre sans merci : plus de 1600 hommes seront tués au combat ou fusillés, dont 327 officiers et sous-officiers, et plus de 850 de ses membres seront déportés, dont 360 ne reviendront pas.

## Chefs
- général Aubert Frère : décembre 1942 - 13 juin 1943 mort en déportation
- général Jean-Édouard Verneau : 13 juin 1943 - 23 octobre 1943 mort en déportation
- général Georges Revers

### Chefs régionaux
- Région R1 (Rhône-Alpes) : colonel Marcel Descour.
- Région R2 (Provence) : colonel Georges Journois puis, après son arrestation par la Gestapo, capitaine Jacques Lécuyer.
- Région R3 (Languedoc) : colonel Joseph Guillaut, arrêté le 11 mai 1944 et fusillé le 27 juin 1944, remplacé par le lieutenant-colonel Schumacher.
- Région R4 (Sud-Ouest) : commandant André Pommiès.
- Région R5 (Dordogne - Haute Vienne - Indre - Corrèze) : lieutenant-colonel Henri Mingasson puis colonel Jacques de Grancey[8], arrêté le 2 mars 1944, déporté et remplacé par le commandant Paquette.
- Région R6 (Auvergne) : lieutenant-colonel Jacques Boutet, fusillé le 10 mai 1944 ; lieutenant-colonel André Friess ; colonel Roger Fayard.
- Région de Nancy : général Fernand Allemandet[9], secondé par les capitaines Vaté[10] et Renard.
- Région des Deux-Sèvres : général Henry du Fresne de Virel[11].
- Région Bretagne : général François Masnou dit Le Gall[12].
- Région Nord : général Henry Michaud.